# کوه چوبوکولاخ
کوه چوبوکولاخ (روسی: Гора Чубукулах) یک کوه در یاقوتستان کشور روسیه است.